# Lipit-Ishtar
Lipit-Ishtar o Lipitistar (acadio: Lipit-Ištar, "Lipit-Eshtar"), fue el quinto gobernante de la Primera Dinastía de Isin, según la Lista Real Sumeria, y gobernó aproximadamente entre el 1870 y 1860  a.  C. (cronología corta) o entre 1934 y 1924 (cronología media). 
También, según la Lista Real, fue el sucesor de Ishme-Dagan y le sucedió Ur-Ninurta. Aunque algunos documentos e inscripciones reales de su tiempo han sobrevivido, Lipit-Ishtar es principalmente conocido por himnos en idioma sumerio escritos en su honor, así como un código legal llamado Código de Lipit-Ishtar en su nombre (precediendo el famoso Código de Hammurabi aproximadamente en 200 años), además de usarse para la instrucción escolar durante centenares de años después de su muerte. Este escrito es el segundo código legal más antiguo conocido, después del Código de Ur-Nammu.
Los anales del reinado de Lipit-Ishtar registraron que él también rechazó a los amorreos.

## Citas del Código de Lipit-Ishtar
1. Si un hombre entró en el huerto de otro hombre y lo hizo para robar, él le pagará diez shekels de plata.2.Si un hombre cortó un árbol en el jardín de otro hombre, él le pagará media mina de plata.
2. Si a un hombre casado su esposa le da niños y esos niños están viviendo, y una esclava también le da niños de su amo pero el padre concedió la libertad a la esclava y los niños de ella, los niños de la esclava no dividirán la propiedad con los niños de su amo anterior.
3. Si la esposa de un hombre no ha parido los niños pero una ramera de la plaza pública ha parido sus niños, él mantendrá con grano, aceite y ropa a esa ramera. Los niños que la ramera ha parido serán sus herederos, y con tal de que su esposa viva que la ramera no vivirá en la casa con la esposa.
4. Si al lado de la casa de un hombre una tierra rasa de otro hombre ha sido abandonada y el dueño de la casa ha dicho al dueño de la tierra rasa: "Debido a que tu tierra ha sido abandonada que alguien puede irrumpir en mi casa: protege tu casa", y este acuerdo ha sido confirmado por él, sin necesidad de testigos o documentos acreditativos el dueño de la tierra rasa restaurará al dueño de la casa cualquier propiedad que haya perdido.
5. Si un hombre alquiló un buey y dañó su ojo, él pagará la mitad de su precio.
6. Si un hombre alquilara un buey y rompió la carne del anillo de la nariz, él le pagará un tercio de su precio.7. Si un hombre alquilara un buey y rompió su cuerno, él pagará un cuarto de su precio.
7. Si un hombre alquiló un buey y dañó su cola, él pagará un cuarto de su precio.